# Salomon Kalou
Salomon Armand Magloire Kalou (Oumé, Obala Bjelokosti, 5. kolovoza 1985.) bivši je bjelokošćanski nogometaš koji je igrao na poziciji napadača.

## Karijera

### Klupska karijera

#### Obala Bjelokosti i Nizozemska
Kalou je kao i njegov stariji brat Bonaventure nogometnu karijeru započeo u lokalnom klubu ASEC Mimosas. Tadašnji trener Auxerrea, Guy Roux je nakon što je doveo u klub starijeg Bonaventurea, htio i Salomona. Međutim, igrač je 2003. potpisao za Feyenoord Rotterdam. Tijekom 2004. klub je Salomona Kaloua poslao na posudbu u Excelsior.
Nakon toga igrač se vraća u Feyenoord za koji je igrao do 2006. Tijekom igranja za rotterdamski klub, Salomon je odigrao za 67 prvenstvenih utakmica i postigao 35 golova. 2005. dodijeljena mu je Nagrada Johan Cruijff za najtalantiranijeg mladog igrača godine u Nizozemskoj.
Zbog odličnih igara u napadu Feyenoorda, navijači i mediji su Kaloua i Dirka Kuyta nazvali K2.

#### Chelsea

##### Sezona 2006./07.
Salomon Kalou je 30. svibnja 2006. prešao u Chelsea za 9 milijuna GBP. Svoj prvi gol za novu momčad igrač je zabio u pobjedi protiv Blackburn Roversa u trećem kolu Carling kupa. S druge strane, igrač je svoj prvi premijerligaški pogodak zabio u prosincu 2006. u gostujućoj pobjedi od 3:2 protiv Wigana.
Salomon je u svojoj prvoj sezoni u klubu osvojio dva trofeja - Liga kup i FA kup.

##### Sezona 2007./08.
Kalou je nastavio s dobrim igrama u sljedećoj sezoni. Najprije je zabio Manchester Cityju u veličanstvenoj pobjedi od 6:0 na Stamford Bridgeu a nakon toga prvi gol u pobjedi od 2:0 nad Derby Countyjem. Tu su još bili i golovi protiv Newcastle Uniteda, Fulhama, West Ham Uniteda, Olympiacosa i Derbyja.
Te sezone igrač je s klubom nastupio u finalu Lige prvaka u Moskvi gdje je Chelsea poražen od Manchester Uniteda na jedanaesterce. Također, igraču je 2008. dodijeljena afrička kontinentalna nagrada za najboljeg mladog igrača godine koju dodjeljuje CAF.

##### Sezona 2008./09.
Nakon sudjelovanja na Olimpijadi 2008. u Pekingu s reprezentacijom Obale Bjelokosti, Kalou se istaknuo na početku nove sezone zabivši glavom Manchester Unitedu nakon slobodnog udarca kojeg je izveo John Obi Mikel. Tim golom Chelsea je osigurao bod u susretu te nastavio s rekordom neporaženosti kod kuće.
Na utakmici protiv Middlesbrouga 18. listopada Kalou je zabio dva gola te asistirao Franku Lampardu u visokoj pobjedi od 5:0. Istom klubu zabio je dva gola i na uzvratnoj utakmici na Stamford Bridgeu i pobjedi od 2:0. Zbog toga je Kalou bio omiljen igrač tadašnjeg trenera Guusa Hiddinka.
25. travnja Kalou na prvenstvenoj utakmici zabija pobjednički gol u susretu protiv gradskog rivala West Ham Uniteda. Te sezone igrač je s klubom osvojio FA kup.

##### Sezona 2009./10.
Chelsea i Kalou započeli su novu sezonu u pobjedničkoj formi pobijedivši u utakmici Community Shielda Manchester United. Igrač je na utakmici osigurao pobjedu realiziravši jedanaesterac čime je klub osvojio novi trofej.
Prvi gol u novoj sezoni Bjelokošćanin je zabio QPR-u u utakmici 3. kola Liga kupa. Tim golom klub je ostvario minimalnu pobjedu od 1:0.
12. listopada 2009. Kalou s klubom potpisuje novi trogodišnji ugovor prema kojem ostaje u momčadi do ljeta 2012. Gol protiv Blackburn Roversima u porazu u Liga kupu bio je za Kaloua posljednji jer se u utakmici FA kupa protiv Cardiff Cityja 13. veljače 2010. ozlijedio. Ta ozljeda udaljila ga je s terena na dva mjeseca.
Ta sezona je za Salomona bila jedna od najuspješnijih u karijeri jer je s klubom uz obranu FA kupa osvojio i Premier ligu pod vodstvom trenera Carla Ancelottija.

##### Sezona 2010./11.
I novu sezonu Kalou je započeo u golgeterskoj razini zabivši Manchester Unitedu na Wembleyju u 3:1 porazu. U gostujućoj pobjedi od 6:0 nad Wiganom, Kalou je zabio dva gola a kod oba mu je asistirao sunarodnjak Didier Drogba.
1. veljače 2011., dan nakon što je za klub potpisao Fernando Torres, Kalou je nastavio sa serijom pogodaka zabivši drugi gol u pobjedi od 4:2 nad Sunderlandom. U ukupno 31 prvenstvenoj utakmici odigranoj za klub, igrač je zabio 10 golova.

##### Sezona 2011./12.
U novoj sezoni, Kalou je startao za klub u drugoj utakmici protiv West Bromicha a zamijenjen je nakon tek 34 minuta igre. Kao rezervni igrač nije korišten u susretima protiv Sunderlanda i Bayer Leverkusena.
Prvi gol u novoj sezoni igrač je zabio 19. listopada 2011. u utakmici Lige prvaka protiv belgijskog Genka. Također, u istom natjecanju je zabio vitalni gol za klub u četvrtfinalu natjecanja protiv Benfice. On i Fernando Torres činili su jak napadački tandem a Chelsea je pobijedio s 1:0. To je ujedno bio i njegov 58. gol za klub u svim natjecanjima. Također, 21. travnja 2012. u susretu protiv gradskog rivala Arsenala, Kalou je ostvario svoj 250. nastup za klub.
Salomon Kalou je igrao u finalima FA kupa i Lige prvaka koje je Chelsea te sezone osvojio.

### Lille
7. srpnja 2012. potvrđeno je da će Kalou preći u redove francuskog Lillea kao slobodan igrač nakon što je pušten iz Chelseaja. Predan mu je dres s brojem osam. Menadžer kluba Rudi Garcia je bio zadovoljan Kalouvim dolaskom u Lille, ali je priznao da nije bilo lako nagovoriti ga da pređe u redove francuskog kluba. Kalou je zabio svoj prvi gol u francuskoj gol u njegovom drugom nastupu za klub, a zabio je glavom i time izjednačavajući rezultat protiv AS Nancya.
Svoju prvu utakmicu u UEFA Ligi prvaka za klub je došao u njihovom velikom 6:1 porazom protiv Bayern Münchena.

### Reprezentativna karijera

#### Neuspjeh s nizozemskim državljanstvom
Kalou je izazvao veliko zanimanje medija u pokušaju dobivanja nizozemskog državljanstva čime bi osigurao pravo nastupa za Nizozemsku. Budući da do tada nikada nije igrao za seniorski sastav Obale Bjelokosti, nizozemsko državljanstvo bi mu omogućilo igranje u dresu Oranja. To mu je predložio stariji brat Bonaventure nakon neočekivanih problema s čelnicima bjelokošćanskog nogometnog saveza.
Tadašnji nizozemski izbornik Marco van Basten je pohvalio ogroman talent Salomona Kaloua tako da je ubrzo nizozemski nogometni savez podnio zahtjev za naturalizacijom igrača. Međutim, Rita Verdonk, ministrica Ministarstva imigracije je opozvala zahtjev za proces naturalizacije.

#### Obala Bjelokosti
U ždrijebu za Svjetsko prvenstvo 2006. u Njemačkoj, reprezentacije Nizozemske i Obale Bjeokosti uvrštene su u istu skupinu. U slučaju da je dobio nizozemsko državljanstvo, Salomon Kalou je mogao igrati protiv matične zemlje i starijeg brata Bonaventurea. Nakon što je propao pokušaj dobivanja državljanstva, Kalou je napustio Feyenoord i prešao u Chelsea.
Igrač je s vremenom uvršten u bjelokošćansku nacionalnu reprezentaciju ali je odbijao pozive sve do 6. veljače 2007. kada je debitirao u utakmici protiv Gvineje koju je Obala Bjelokosti dobila s 1:0. Prvi gol za reprezentaciju Kalou je zabio u prijateljskoj utakmici protiv Mauricijusa 21. ožujka 2007.
Od velikih natjecanja na kojima je igrač nastupio s Obalom Bjelokosti bila su tri Afrička kupa nacija (2008., 2010. i 2012.) te jedne Olimpijske igre (2008.) i Svjetsko prvenstvo (2010.).
Najveći uspjeh ostvaren je na Afričkom kupu nacija 2010. kada se Obala Bjelokosti plasirala u finale gdje je neočekivano izgubila od Zambije.
Predstavljao je svoju domovinu na Afričkom kupu nacija u 2017. u Gabonu. Reprezentacija Obale Bjelokosti se doma vratila s dva neriješena rezultata jednim porazom i osvojenim trećim mjestom u skupini C. Nakon turnira je se Kalou oprostio od reprezentacije.

## Vanjske poveznice
- Službena web stranica Salomona Kaloua  Arhivirana inačica izvorne stranice od 9. listopada 2021. (Wayback Machine)
- Profil igrača na BBC.co.uk  Arhivirana inačica izvorne stranice od 15. lipnja 2012. (Wayback Machine)
- Statistika igrača na Soccerbase.com  Arhivirana inačica izvorne stranice od 11. siječnja 2011. (Wayback Machine)